# Metropol (musikalbum)
Metropol är Nordics debutalbum, utgivet 2008 på Academus.

## Låtlista[1]
1. "Variación andina"
2. "Skatan"
3. "Begåvningsmarschen"
4. "Barriären"
5. "The Breakdown"
6. "Av längtan av glädje"
7. "Vigselregn"
8. "Balsamvals"
9. "Ditte i finnskogen"
10. "Sigrid och småfolket"
11. "Metropolitan"
12. "Efter dig"

## Mottagande
Skivan fick ett blandat mottagande och snittar på 3,4/5 på Kritiker.se, baserat på tre recensioner.